# やまさき拓味
やまさき 拓味（やまさき ひろみ、1949年12月22日 - ）は、日本の漫画家。和歌山県新宮市出身。男性。血液型B型。代表作は、競馬を題材とした漫画『優駿の門』シリーズ。

## 来歴
和歌山県新宮市出生。和歌山県立新宮商業高等学校（現・和歌山県立新翔高等学校）卒業後、劇画家を目指して、
1968年3月10日に上京「さいとう・プロダクション」入社。3年半後、さいとうプロの友人だった山本又一朗と小山ゆう、田中視一らと、オリオンプロを設立し、キャラクター商品（トムとジェリー、ミラーマン、シルバー仮面、怪傑ライオン丸など）のデザインや挿絵やカットの仕事をTV局から請け負っていた。漫画の仕事もすべく、先にさいとうプロを独立した小池一夫のスタジオシップ（現・小池書院）へ1971年に合併した。
1972年、『漫画ストーリー』（双葉社）に掲載の『鬼輪番』（原作：小池一夫）にてデビュー。その後、『週刊少年サンデー』で『英雄失格』（原作：梶原一騎）を連載。続いて『青春動物園ズウ』、『ラブZ』（いずれも原作：小池一夫）を連載。
1989年にスタジオシップを退社。同年バディプロダクション設立。『月刊ベアーズクラブ』（集英社）で『バディ』連載開始。
1990年に『週刊少年チャンピオン』（秋田書店）で『若葉の恋』連載開始。『バトルハート』『恐竜くん』と続く。
1995年に少年誌では珍しい本格的競馬漫画『優駿の門』がスタート。同時期、『ビジネスジャンプ』で『優駿たちの蹄跡』も連載開始。こちらは実在した競走馬たちを一頭一頭、作者が丁寧に取材し、作り上げた漫画である。
『優駿の門』はシリーズ化され、GI、ピエタ、チャンプ、グランプリと続いている。『優駿たちの蹄跡』は集英社から始まり、様々な雑誌で連載された。
2019年から『マンガクロス』（秋田書店）にて、『優駿の門2020馬術』を毎週金曜日更新で連載。
2021年、『漫画アクション』（双葉社）にて24号より『令和 優駿たちの蹄跡』の連載を開始。同社での連載は『鬼輪番』以来46年ぶりとなる。

## 作品リスト
- 優駿の門（『週刊少年チャンピオン』、全33巻）
  - 優駿の門GI（『週刊少年チャンピオン』、全13巻）
  - 優駿の門番外編 白蹄のライバル（『週刊少年チャンピオン』、全1巻）
  - 優駿の門番外編 瞳の中のライバル（『週刊少年チャンピオン』、全1巻）
  - ディープインパクト 優駿の門特別編（『週刊少年チャンピオン』、全1巻）
  - 優駿の門 -ピエタ-（『プレイコミック』、全11巻）
  - 優駿の門 -チャンプ-（『プレイコミック』、全8巻）
  - 優駿の門 GP-グランプリ-（『チャンピオンクロス』、全5巻）
  - 優駿の門 2020馬術（『マンガクロス』、全8巻）
  - 優駿の門－アスミ－（『プレイコミック』、全7巻、監修担当）[3]
  - 優駿の門 ムンク（『マンガクロス』、既刊6巻） - フルカラー作品[4]
- 優駿劇場（『週刊漫画ゴラク』、全3巻）
- 優駿たちの蹄跡（『ビジネスジャンプ』、全15巻、文庫版全4巻）
  - 新・優駿たちの蹄跡（BOOK☆WALKER）
  - 令和 優駿たちの蹄跡（『漫画アクション』2021年24号 - 2023年16号、全22話、既刊3巻）
- 手騎-テキ-（『ビジネスジャンプ』、全4巻）
- 九人の車輪（『ビジネスジャンプ』）
- バディ（『ヤングジャンプ』、全4巻）
- 英雄失格（『週刊少年サンデー』、原作：梶原一騎、全6巻）
- 青春動物園ズウ（『週刊少年サンデー』、原作：小池一夫、全16巻）
- ラブZ（『週刊少年サンデー』、原作：小池一夫、全9巻）
- ノストラダムス愛伝説（原作：小池一夫、全5巻、ワイド版全3巻）
- まんが茶会入門（原作：小池一夫・池本朗、監修：千宗之）
  - まんが茶会入門〈正午の茶事・炉編〉（原作：小池一夫・小畑俊彦、監修：千宗之）
  - まんが茶会への招待（原作：小池一夫・小畑俊彦、監修：千宗之）
- 恐竜くん（『週刊少年チャンピオン』）
- バトル・ハート（『週刊少年チャンピオン』）
- さんごくし（『週刊少年チャンピオン』、全5巻）
- 生死命-いのち-（『ビッグコミック』、原作：稲本雅之、全2巻）
- MARENGO-ナポレオンが愛した馬-（『スーパージャンプ』、全2巻）
- Gの蹄音（『週刊漫画ゴラク』、全3巻）
- 馬の旅人（『プレイコミック』、全1巻）
- 俺のシーク（原作：小池一夫、全2巻）
- 用心棒稼業（『コミック乱ツインズ』、全4巻）
- 竜蹄の門（『コミック乱ツインズ』、全4巻）
- 月見草の咲く頃に（『週刊漫画ゴラク』、全1巻）
- いっぺんさん（『週刊漫画サンデー』、原作：朱川湊人、全1巻）
- ゴルファーの星の時間（『週刊ゴルフダイジェスト』、構成：冬片）
- 雑兵物語 明日はどっちへ（『コミック乱ツインズ』[5]、全3巻）
- 馬賭け（『ヤングチャンピオン』2024年No.15 - 、既刊2巻）